# David Nyborg
David Nyborg, död 1619, var en dansk-skånsk byggmästare.

## Biografi
Nyborg var gift med Birgitte Jørgensdatter. Nyborg omnämns i ett brev som Christoffer Ulfeldts byggmästare på Svenstorp i Skåne och har troligen varit anställd där och arbetat under arkitekten Hans von Steenwinkel från 1596. Han var bosatt i Køge 1610 och upptas då i längderna som murarmästare. Omkring 1614 var han verksam i Köpenhamn och på uppdrag av Kristian IV utförde han ett flertal arbeten som entreprenör och murarmästare. Han skrev 1610 ett kontrakt om uppförandet av huvudbyggnaden på Ibstrup (nuvarande Jægersborg) där han även utförde galleriskulpturerna på entreprenad. Han erhöll 1614 och 1615 arvode för stenhuggeriarbeten vid Köpenhamns rådhus på Nytorv i Köpenhamn men av handlingarna framgår inte arbetets art. 

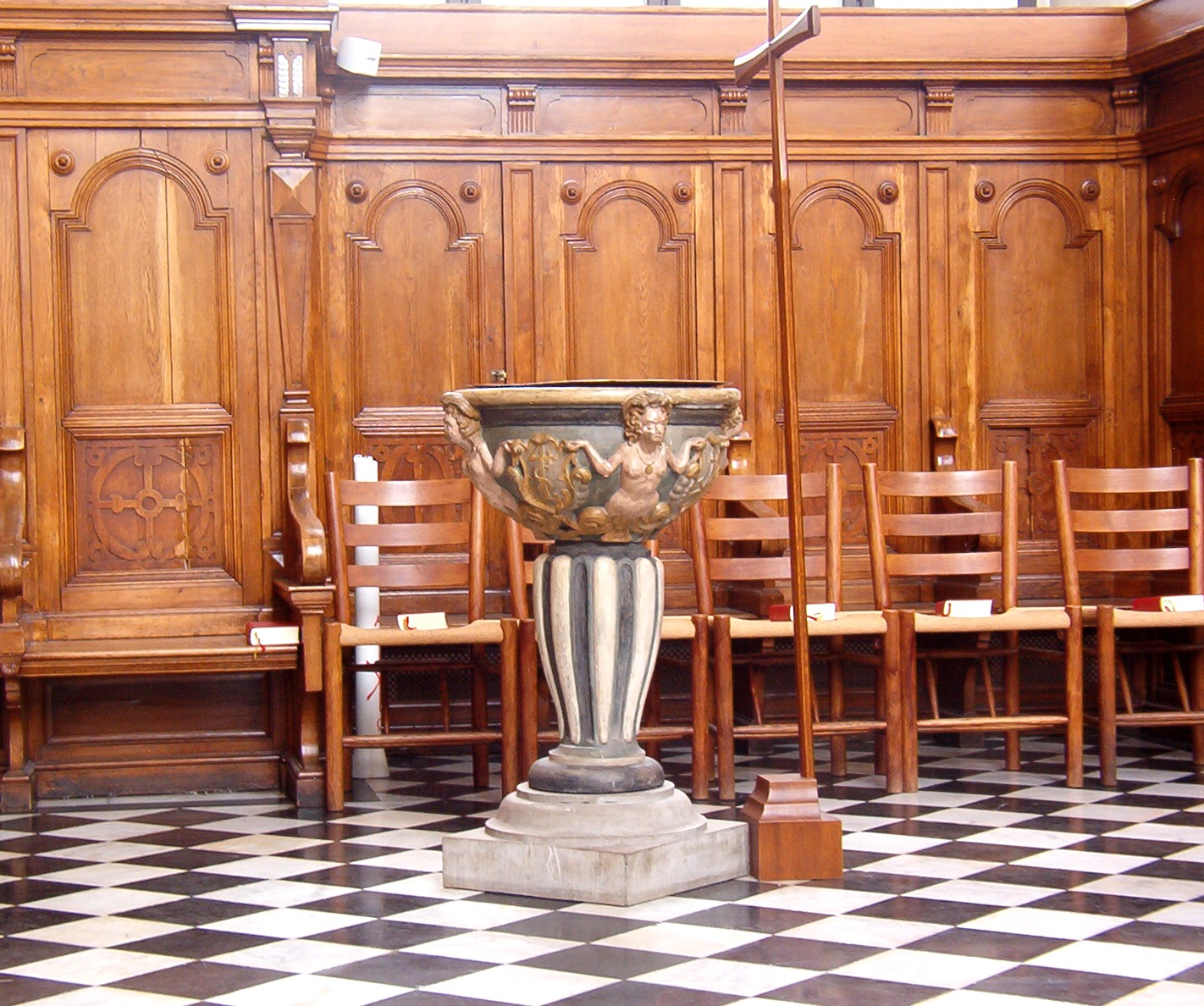
Dopfunten i Trefaldighetskyrkan, Kristianstad, med David Nyborgs monogram.

Från 1615 var han verksam i Kristianstad med murarbete för kungens nya hus på Allön och i samarbete med Pofvel Bysser bygga och utforma norra porten på Kristianstads nya befästning. Kristian IV slöt ett kontrakt med honom 1617 där han efter Hans von Steenwinkel och Lorenz van Steenwinckel ritningar skulle uppföra Trefaldighetskyrkan i Kristianstad. Under de följande åren var han livligt verksam med uppförandet av detta storartade byggnadsverk men avled 1619 troligen av den pest som då drabbade Kristianstad. Av kyrkan var då ungefär en tredjedel färdigställd och hans änka fick tillåtelse att sluta ett kontrakt med en byggmästare för att kunna slutföra byggnationen. Nyborg tillskrivs utförandet av ett flertal skulpturfigurer med apostlar, evangelister och dygder som fanns på Trefaldighetskyrkans fasad men originalen förvaras numera vid Statens historiska museum i Stockholm. Han arbetade inte som självständig arkitekt under de arbeten han utförde för Kristian IV men man antar att han för andra privata uppdragsgivare även självständigt ritade och konstruerade sina arbeten.